# Flagellaria
Flagellaria L., 1753 è un genere di piante erbacee monocotiledoni, unico genere della famiglia Flagellariaceae Dumort., 1829, ordine Poales.

## Distribuzione e habitat
Le specie di Flagellaria sono presenti nelle regioni tropicali e subtropicali di Africa, Asia sudorientale e Australia nordorientale.

## Tassonomia
Nel Sistema Cronquist del 1981 la famiglia Flagellariaceae era assegnata all'ordine Restionales.
Il sistema di classificazione APG assegna questa famiglia all'ordine Poales.
Il genere Flagellaria comprende cinque specie:
- Flagellaria collaris Wepfer & H.P.Linder
- Flagellaria gigantea Hook.f.
- Flagellaria guineensis Schumach.
- Flagellaria indica L.
- Flagellaria neocaledonica Schltr.